# Автомагістраль А1 (Франція)
Автомагістраль A1, також відома як Північна автострада (фр. l'autoroute du Nord) —  є найжвавішою з автомагістралей Франції. Довжиною 211 кілометрів, вона з'єднує Париж з північним містом Лілль. Її обслуговує компанія автомобільних доріг Північно-Східної Франції (SANEF). Автомагістраль обслуговує північні передмістя Парижа, включаючи Стад де Франс, Ле Бурже, паризький аеропорт Руассі Шарль де Голль і парк Астерикса . Звідти він перетинає Пікардію, не проходячи безпосередньо через жодне з великих міст регіону. По всій Пікардії A1 проходить паралельно LGV Nord.
Близько 120 км., від Парижа, між містами Ам’єн і Сен-Кантен і поблизу Aire de service d'Assevillers (найбільша автомагістральна площа в Європі), A1 перетинає A29 . Кілька десятків кілометрів далі на північ вона утворює південний кінцевий пункт A2, яка розгалужується в напрямку Брюсселя. A1 також перетинають A26 і A21, і це частина європейських маршрутів E15, E17 і E19. На північній кінцевій зупинці A1 повертає на A25.

## Історія

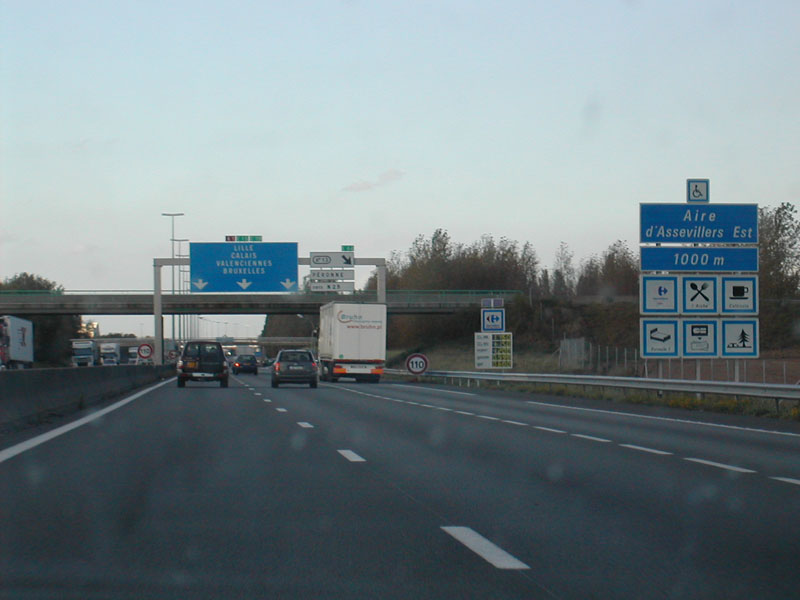
A1 біля Перонна

- Лілль (порт де ла Мадлен) - Карвін: 1954
- Карвін - Гаврель: 1958
- Gavrelle - Bapoume: 1967
- Bapaume - Roye: 1966
- Рой - Сенліс: 1965
- Senlis - Le Bourget: 1964
- Ле Бурже - Сен-Дені: 1966
- Сен-Дені - Париж (порт де ла Шапель): 1965 рік.